# Lijst van voetbalinterlands Guam - Taiwan
Deze lijst van voetbalinterlands is een overzicht van alle officiële voetbalwedstrijden tussen de nationale teams van Guam en Taiwan (Chinees Taipei). De landen hebben tot op heden dertien keer tegen elkaar gespeeld. De eerste wedstrijd, een kwalificatiewedstrijd voor de Azië Cup 1996, was op 10 augustus 1996 in Ho Chi Minhstad (Vietnam). De laatste confrontatie, een vriendschappelijke wedstrijd, vond plaats op 28 augustus 2019 in Kaohsiung.

## Wedstrijden
| №  | Plaats          | Datum             | Competitie                          | Wedstrijd             | Uitslag |
| -- | --------------- | ----------------- | ----------------------------------- | --------------------- | ------- |
| 1  | Ho Chi Minhstad | 10 augustus 1996  | Azië Cup 1996 kwalificatie          | Guam − Chinees Taipei | 2 − 9   |
| 2  | Hongkong        | 28 februari 2003  | Oost-Azië Cup 2003 kwalificatie     | Guam − Chinees Taipei | 0 − 7   |
| 3  | Taipei          | 5 maart 2005      | Oost-Azië Cup 2005 kwalificatie     | Chinees Taipei − Guam | 9 − 0   |
| 4  | Macau           | 17 juni 2007      | Oost-Azië Cup 2008 kwalificatie     | Guam − Chinees Taipei | 0 − 10  |
| 5  | Taipei          | 4 april 2008      | AFC Challenge Cup 2008 kwalificatie | Chinees Taipei − Guam | 4 − 1   |
| 6  | Kaohsiung       | 25 augustus 2009  | Oost-Azië Cup 2010 kwalificatie     | Chinees Taipei − Guam | 4 − 2   |
| 7  | Manilla         | 27 september 2012 | Vriendschappelijk                   | Chinees Taipei − Guam | 2 − 0   |
| 8  | Hongkong        | 5 december 2012   | Oost-Azië Cup 2013 kwalificatie     | Chinees Taipei − Guam | 1 − 1   |
| 9  | Yangon          | 6 maart 2013      | AFC Challenge Cup kwalificatie      | Chinees Taipei − Guam | 0 − 3   |
| 10 | Taipei          | 13 november 2014  | Oost-Azië Cup 2015 kwalificatie     | Chinees Taipei − Guam | 1 − 2   |
| 11 | Taipei          | 19 maart 2016     | Vriendschappelijk                   | Chinees Taipei − Guam | 3 − 2   |
| 12 | Hongkong        | 12 november 2016  | Oost-Azië Cup 2017 kwalificatie     | Chinees Taipei − Guam | 2 − 0   |
| 13 | Kaohsiung       | 28 augustus 2019  | Vriendschappelijk                   | Chinees Taipei − Guam | 3 − 0   |

## Samenvatting
| Competitie                     | Totaal gespeeld | Winst Guam | Gelijk | Winst Chinees Taipei | Doelsaldo Guam – Chinees Taipei |
| ------------------------------ | --------------- | ---------- | ------ | -------------------- | ------------------------------- |
| Azië Cup-kwalificatie          | 1               | 0          | 0      | 1                    | 2 − 9                           |
| AFC Challenge Cup-kwalificatie | 2               | 1          | 0      | 1                    | 4 − 4                           |
| Oost-Azië Cup-kwalificatie     | 7               | 1          | 1      | 5                    | 5 − 34                          |
| Vriendschappelijk              | 3               | 0          | 0      | 3                    | 2 − 8                           |
| Totaal                         | 13              | 2          | 1      | 10                   | 13 −55                          |

GFA ·
Bondscoaches ·
Topscorers · 
Guamees vrouwenvoetbalelftal ·
Guam U21
Amerikaans-Samoa ·
Aruba ·
Australië ·
Bangladesh ·
Bhutan ·
Cambodja ·
China ·
Filipijnen ·
Hongkong ·
India ·
Iran ·
Laos ·
Macau ·
Malediven ·
Mongolië ·
Myanmar ·
Nieuw-Caledonië ·
Noord-Korea ·
Oman ·
Pakistan ·
Palestina ·
Salomonseilanden ·
Singapore ·
Sri Lanka ·
Syrië ·
Tadzjikistan ·
Taiwan ·
Turkmenistan ·
Vanuatu ·
Vietnam ·
Zuid-Korea
CTFA ·
Bondscoaches ·
vrouwenvoetbalelftal ·
Topscorers
Afghanistan ·
Australië ·
Bahrein ·
Bangladesh ·
Brunei ·
Cambodja ·
Fiji ·
Filipijnen ·
Grenada ·
Guam ·
Hongkong ·
India ·
Indonesië ·
Irak ·
Iran ·
Israël ·
Japan ·
Jordanië ·
Kenia ·
Kirgizië ·
Koeweit ·
Laos ·
Macau ·
Maleisië ·
Mongolië ·
Myanmar ·
Nepal ·
Nieuw-Zeeland ·
Noord-Korea ·
Oezbekistan ·
Oman ·
Oost-Timor ·
Pakistan ·
Palestina ·
Panama ·
Saint Kitts en Nevis ·
Salomonseilanden ·
Saoedi-Arabië ·
Singapore ·
Sri Lanka ·
Syrië ·
Thailand ·
Trinidad en Tobago ·
Turkmenistan ·
Vietnam ·
Zuid-Korea ·
Zuid-Vietnam